# Le Lion rouge (film)
Pour plus de détails, voir Fiche technique et Distribution.
Le Lion rouge (赤毛, Akage) est un film japonais réalisé par Kihachi Okamoto, sorti en 1969,.

## Synopsis
L'histoire du Sekihōtai, un groupe d'extrémistes politiques japonais formé en 1868 pendant la guerre de Boshin.

## Fiche technique
- Titre : Le Lion rouge[3]
- Titre original : Akage (赤毛?)
- Réalisateur : Kihachi Okamoto
- Scénariste : Kihachi Okamoto et Eii Hirosawa (ja)
- Photographie : Takao Saitō
- Société de production : Mifune Production
- Musique : Masaru Satō
- Pays d'origine :  Japon
- Langue originale : japonais
- Genres : jidai-geki ; chanbara
- Durée : 116 minutes
- Date de sortie :
  - Japon : 10 octobre 1969[4]

## Distribution
- Toshirō Mifune : Akage no Gonzō
- Shima Iwashita : Tomi
- Takahiro Tamura : Sagara Sōzō
- Minori Terada (ja) : Sanji
- Etsushi Takahashi (ja) : Ichinose Hanzō
- Nobuko Otowa : Oharu
- Shigeru Kōyama : Aragaki Yaichirō
- Yūnosuke Itō :Kamio Kintarō
- Hideyo Amamoto : Gensai
- Sachio Sakai : Kesaji
- Shin Kishida : Usakichi
- Jun Hamamura : Kanbei
- Takeo Chii :
- Bokuzen Hidari : Gohei
- Tokuei Hanazawa (ja) : Torazō